# Karol Halski
Karol Halski (ur. 18 lipca 1902 w Łękawicy, zm. 2 lutego 1983 w Tarnowie) – polski pedagog, polonista i historyk, uczestnik obrony z września '39, żołnierz Związku Walki Zbrojnej i Armii Krajowej, działacz społeczny zasłużony dla upamiętnienia miejsc martyrologii.

## Życiorys
Pochodził z podtarnowskiej Łękawicy. W 1924 roku ukończył II Państwowe Gimnazjum im. Hetmana Jana Tarnowskiego w Tarnowie, po czym rozpoczął studia na Wydziale Humanistycznym Uniwersytetu Jana Kazimierza we Lwowie. Ukończył je w 1928 roku, po czym rozpoczął pracę w szkołach kolejno w Radziechowie, Kamionce Strumiłowej i Tarnopolu. W latach 1929−1930 odbył jednoroczną służbę wojskową w Szkole Podchorążych Rezerwy Artylerii we Włodzimierzu Wołyńskim. Na stopień porucznika został mianowany ze starszeństwem z 19 marca 1939 i 263. lokatą w korpusie oficerów rezerwy artylerii. W tym samym roku został mianowany dyrektorem liceum w Rzeszowie, ale nie objął stanowiska przed wybuchem II wojny światowej.
W kampanii wrześniowej walczył w stopniu porucznika jako dowódca baterii w 12 Dywizji Piechoty, a po jej rozbiciu w składzie improwizowanego oddziału pod Lublinem, Hrubieszowem, Kowlem i Horodłem. Po zakończeniu walk powrócił do zajętego przez Rosjan Tarnopola. Do 1941 roku uczył w technikum w Wiśniowcu. Po agresji niemieckiej zajął się nauczaniem na tajnych kompletach. W strukturach tarnopolskiego okręgu ZWZ-AK prowadził szkolenia dywersyjne. Został awansowany do stopnia kapitana. Po ponownym zajęciu miasta przez wojska radzieckie w 1944 roku pracował w kwatermistrzostwie Armii Czerwonej. Inwigilowany za swoją wcześniejszą działalność przez NKWD i zagrożony aresztowaniem, wyjechał najpierw do Lwowa, a następnie na Ziemie Odzyskane.
W latach 1946−1947 był członkiem WiN w Nysie. W 1947 roku wyjechał do Buska-Zdroju, gdzie dostał pracę w liceum pedagogicznym. Prześladowany za działalność w Armii Krajowej i podziemiu antykomunistycznym porzucił pracę i przez kilka lat ukrywał się. Został aresztowany w 1952 roku i skazany na dziesięć lat więzienia. Zwolniono go w 1956 roku. Zamieszkał w Tarnowie, gdzie udało mu się dostać pracę w Państwowym Liceum Sztuk Plastycznych i Liceum dla Pracujących. Od 1961 roku uczył języka polskiego w III Liceum Ogólnokształcącym. Od wyjścia na wolność zajmował się również dokumentowaniem historii ruchu oporu w tarnowskiem oraz upamiętnianiem miejsc straceń. Z jego inicjatywy dokonano w 1957 roku ekshumacji zwłok osób zamordowanych podczas wojny w lesie Kruk w Skrzyszowie, w miejscu, na którym stanął później pomnik poświęcony Stefanii Hanausek i pozostałym ofiarom. Rok później dzięki zaangażowaniu Karola Halskiego dokonano ekshumacji ciał ofiar rozstrzeliwań w Pogórskiej Woli, w tym Heleny Marusarzówny. Ważnym dziełem Karola Halskiego była Kronika grobownictwa Ziemi Tarnowskiej i Tarnowa, dokumentacja grobów i cmentarzy żołnierzy i osób cywilnych poległych w walkach od powstania listopadowego po II wojnę światową. Dokumentował również relacje żołnierzy AK i opisy działań podziemia w regionie Tarnowa. Karol Halski pracował w III Liceum Ogólnokształcącym do przejścia na emeryturę w 1972 roku. Zmarł w 1983 roku i został pochowany na Starym Cmentarzu w Tarnowie.
Był odznaczony między innymi Złotym Krzyżem Zasługi i Medalem Komisji Edukacji Narodowej. W 2001 roku jego imieniem nazwano jedną z ulic w tarnowskiej dzielnicy Zabłocie.